# Alexandros Touferis
Alexandros Touferis, conosciuto anche come Alexandre Tuffère o Tuffèri (in greco Αλέξανδρος Τουφερής; Atene, 8 giugno 1876 – Atene, 14 marzo 1958), è stato un triplista, lunghista e ostacolista francese naturalizzato greco.
Ai Giochi olimpici di Atene 1896 vinse la medaglia d'argento nel salto triplo.

## Biografia
Partecipò alle gare di atletica leggera e di ginnastica delle prime Olimpiadi moderne che si svolsero ad Atene nel 1896, nel salto in lungo e nel salto triplo, vincendo la medaglia d'argento con 12,70 m.
Prese parte ai Giochi della II Olimpiade, partecipando ancora nel salto triplo, arrivando sesto.
Touferis, che aveva gareggiato in questi due eventi per la Francia, scelse di gareggiare per la squadra greca ai Giochi olimpici intermedi, in quanto era nato e vissuto ad Atene, benché di famiglia francese. In questa manifestazione partecipò ai 110 metri ostacoli e al salto in lungo da fermo, senza risultati di rilievo.

## Palmarès
| Anno                            | Manifestazione            | Sede   | Evento         | Risultato | Prestazione | Note                          |
| ------------------------------- | ------------------------- | ------ | -------------- | --------- | ----------- | ----------------------------- |
| In rappresentanza della Francia |                           |        |                |           |             |                               |
| 1896                            | Giochi olimpici           | Atene  | Salto in lungo | n/d       | n/d         |                               |
| 1896                            | Giochi olimpici           | Atene  | Salto triplo   | Argento   | 12,70 m     | Miglior prestazione personale |
| 1900                            | Giochi olimpici           | Parigi | Salto triplo   | 6º        | n/d         |                               |
| In rappresentanza della Grecia  |                           |        |                |           |             |                               |
| 1906                            | Giochi olimpici intermedi | Atene  | 110 metri hs   | Batteria  | n/d         |                               |
| 1906                            | Giochi olimpici intermedi | Atene  | Lungo da fermo | 7º        | 2,855 m     |                               |